# Casa Museu Manuel Ribeiro de Pavia
A Casa Museu Manuel Ribeiro de Pavia situa-se em Pavia, município de Mora em Portugal. Este museu é especialmente dedicado ao artista desenhador, ilustrador, aguarelista, gravador Manuel Ribeiro de Pavia (1907 - 1957).
No piso térreo funcionou um centro de dia para os idosos.

## Acervo
- DESAPONTAMENTO, 1936, desenho a tinta da China
- NU, Sem data, desenho a tinta da China
- CABEÇA DE CAMPONÊS ALENTEJANO, 1942, lápis, estudo
- DESESPERO, 1946, tinta da China
- CABEÇA, Sem data, desenho a lápis, estudo para fresco
- MULHER SENTADA, 1947, desenho a tinta da China
- DESENHO A CARVÃO, 1947, colorido a sépia
- DESENHO, 1948, tinta da China
- MULHER, 1950, aguarela
- ÁLBUM LÍRICAS, 1950, 15 desenhos
- MULHER, 1953, desenho a tinta da China
- CABEÇA DE CAMPONÊS, 1953, desenho a tinta da China colorido a sépia
- GALO SILVESTRE (39/50), 1953, litografia colorida à mão
- MULHER, 1953, desenho a tinta da China
- A SEDE, 1953, desenho a tinta da China
- DESENHO A TINTA DA CHINA, 1953
- DESENHOS A TINTA DA CHINA, 1954, quatro ilustrações para o romance Buza de Júlio Graça
- ROSA DE GUADALUPE, 1955, litografia colorida à mão
- CEIFEIRA (prova 10/50), 1955, litografia colorida à mão
- GRUPO DE CAMPONESES, Sem data, aguarela, 20 X 17,5
- DESENHO, 1956, aguarela
- CABEÇA DE CEIFEIRA, 1956, litografia
- ROSA DE GUADALUPE, Sem data, litografia
- A SEDE, Sem data, litografia a 3 cores
- GRUPO DE CEIFEIRAS, Sem data, aguarela, 50 X 43,5